# Triodontonyx ukerewensis
Triodontonyx ukerewensis är en skalbaggsart som beskrevs av Moser 1921. Triodontonyx ukerewensis ingår i släktet Triodontonyx och familjen Melolonthidae. Inga underarter finns listade i Catalogue of Life.